# Alpha Express Airlines
Alpha Express Airlines war eine lettische Fluggesellschaft mit Sitz im Bezirk Mārupe und Basis auf dem Flughafen Riga.

## Geschichte
Alpha Express Airlines wurde 2012 durch zwei Investoren gegründet und erhielt 2013 die Betriebsgenehmigung.

## Flotte
In der Vergangenheit besaß Alpha Express Airlines ein Airbus A300F4-200-Frachtflugzeug sowie eine A320-200 als Charterflugzeug. Zwei ATR 72-200F sollten geleast werden.